# Schulhaus Duvin

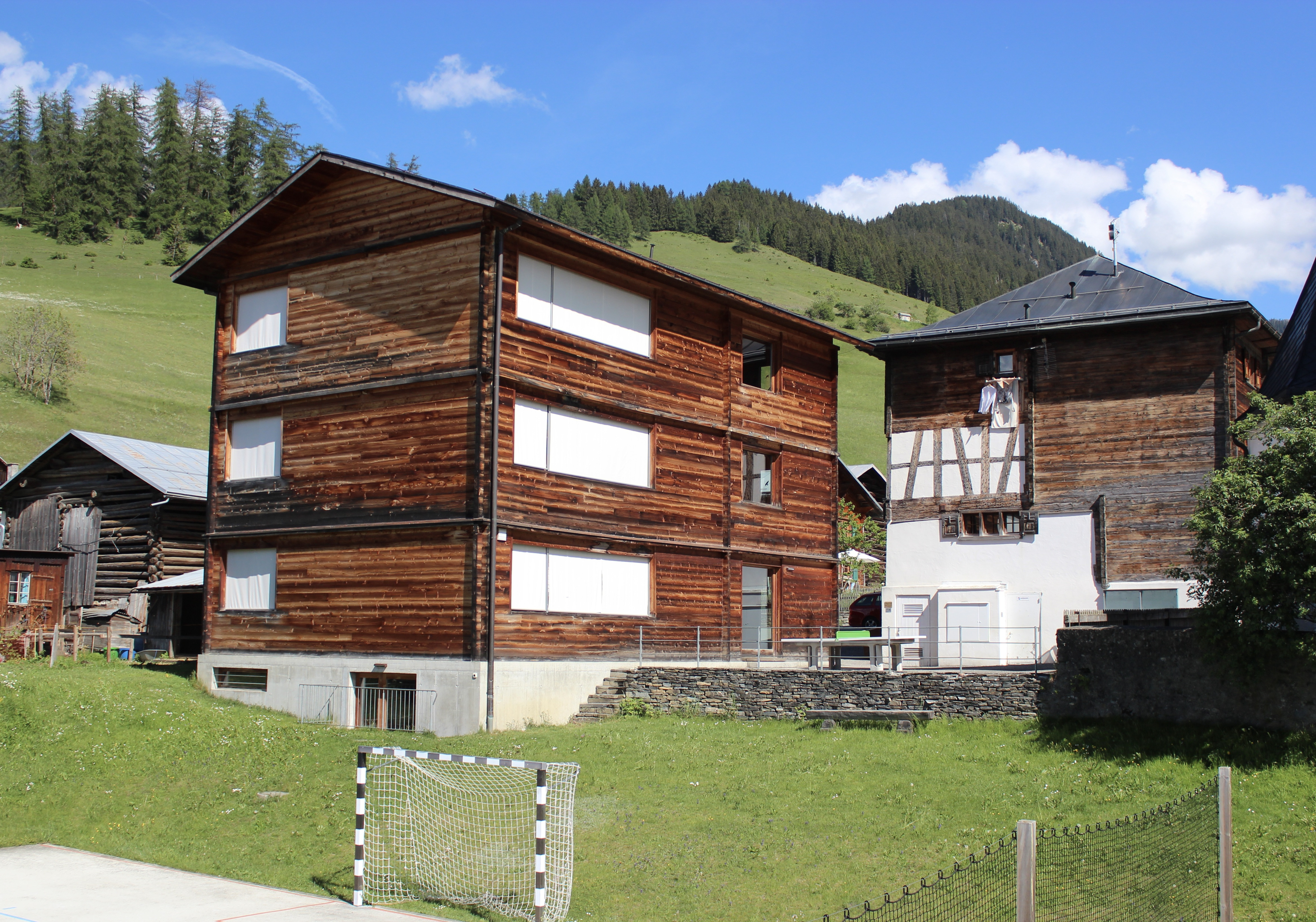
Ansicht von Westen

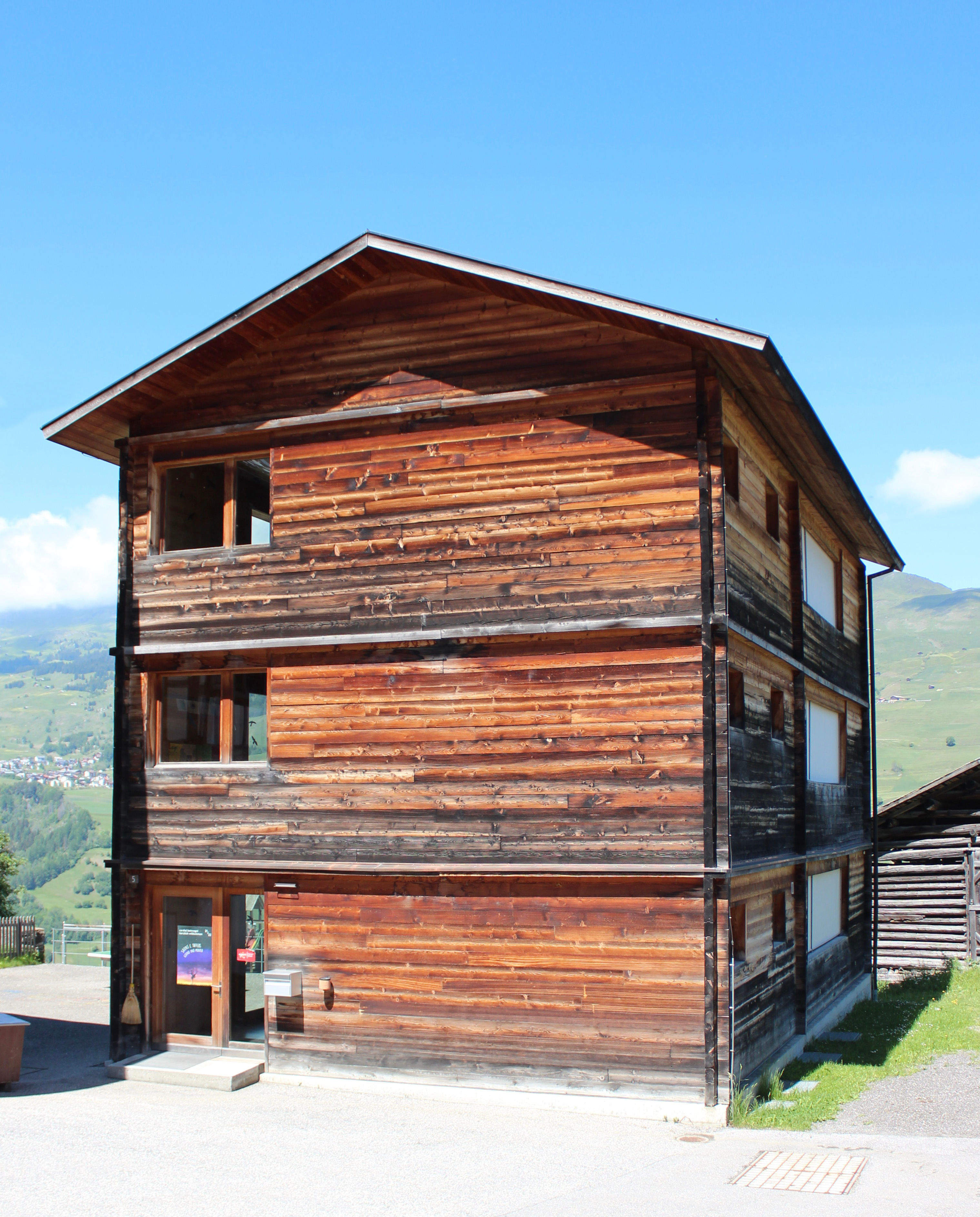
Südostseite

Das Schulhaus Duvin ist ein Frühwerk von Gion A. Caminada im unteren Lugnez im Kanton Graubünden in der Schweiz.

## Geschichte und Architektur
Das Haus wurde 1994/95 gebaut. Es ist in Anlehnung an die gängige Bauweise als Strickbau errichtet. Die Konstruktion bleibt bis hin zur Raumaufteilung sichtbar. Die Balken der Fassaden dienen nicht als Verkleidung, sondern wirken statisch. Neuartig sind die Holz-Beton-Verbunddecken, die bis zu 9 m spannen – damit sind grosse Fensteröffnungen möglich. Das Churer Ingenieurbüro Branger & Conzett zeichnete verantwortlich für die Tragfähigkeit.

## Preise
- 2001: Auszeichnung für gute Bauten Graubünden
- 2006: Auszeichnung Neues Bauen in den Alpen[4]
- 2019: Im Rahmen der Kampagne «52 beste Bauten – Baukultur Graubünden 1950–2000» erkor der Bündner Heimatschutz das Schulhaus in Duvin zu einem der besten Bündner Bauwerke[5]